# 舊金山要塞
舊金山要塞（英語：Presidio of San Francisco）是位於美國加利福尼亞州舊金山半島的一處公園。在1994年10月1日之前，為美國陸軍的軍事設施之一，目前則是加州金門國家遊樂區的一部分。1962年，舊金山要塞被認定為美國國家歷史名勝。 